# Myxosargus guatemalae
Myxosargus guatemalae är en tvåvingeart som beskrevs av James 1942. Myxosargus guatemalae ingår i släktet Myxosargus och familjen vapenflugor.
Artens utbredningsområde är Guatemala. Inga underarter finns listade i Catalogue of Life.